# Bahnstrecke Dover–Alton Bay
| Gesellschaft: | zuletzt NHN          |                             |                             |
| Streckenlänge: | 45,21 km             |                             |                             |
| Spurweite: | 1435 mm (Normalspur) |                             |                             |
| |                      |                             |                             |
| Gleise: | 1                    |                             |                             |
| \| \| \| \| \| \| \| \| von Agamenticus \| \| \| \| 0,00 \| Dover NH \| Dover NH \| \| \| \| nach Wilmington \| \| \| \| 7,00 \| Cocheco NH (auch Cochecho) \| Cocheco NH (auch Cochecho) \| \| \| 9,54 \| Pickering NH \| Pickering NH \| \| \| 12,65 \| Gonic NH \| Gonic NH \| \| \| \| von Jewett \| \| \| \| \| Strecke Worcester–Rochester \| \| \| \| 15,96 \| Rochester NH \| Rochester NH \| \| \| \| nach Intervale Jct. \| \| \| \| 23,06 \| Place NH \| Place NH \| \| \| 28,20 \| Farmington NH \| Farmington NH \| \| \| 34,57 \| Davis NH \| Davis NH \| \| \| 37,18 \| New Durham NH \| New Durham NH \| \| \| 42,65 \| Alton NH \| Alton NH \| \| \| 45,21 \| Alton Bay NH \| Alton Bay NH \| \| \| \| nach Lakeport \| \| |                      |                             |                             |
| |                      |                             |                             |
| Strecke |                      | von Agamenticus             | von Agamenticus             |
| Bahnhof | 0,00                 | Dover NH                    | Dover NH                    |
| Abzweig ehemals geradeaus und nach links |                      | nach Wilmington             | nach Wilmington             |
| Haltepunkt / Haltestelle (Strecke außer Betrieb) | 7,00                 | Cocheco NH (auch Cochecho)  | Cocheco NH (auch Cochecho)  |
| Haltepunkt / Haltestelle (Strecke außer Betrieb) | 9,54                 | Pickering NH                | Pickering NH                |
| Bahnhof (Strecke außer Betrieb) | 12,65                | Gonic NH                    | Gonic NH                    |
| Abzweig ehemals geradeaus und von rechts |                      | von Jewett                  | von Jewett                  |
| Kreuzung (Querstrecke außer Betrieb) |                      | Strecke Worcester–Rochester | Strecke Worcester–Rochester |
| Dienststation / Betriebs- oder Güterbahnhof | 15,96                | Rochester NH                | Rochester NH                |
| Abzweig ehemals geradeaus und nach rechts |                      | nach Intervale Jct.         | nach Intervale Jct.         |
| Haltepunkt / Haltestelle (Strecke außer Betrieb) | 23,06                | Place NH                    | Place NH                    |
| Bahnhof (Strecke außer Betrieb) | 28,20                | Farmington NH               | Farmington NH               |
| Haltepunkt / Haltestelle (Strecke außer Betrieb) | 34,57                | Davis NH                    | Davis NH                    |
| Bahnhof (Strecke außer Betrieb) | 37,18                | New Durham NH               | New Durham NH               |
| Bahnhof (Strecke außer Betrieb) | 42,65                | Alton NH                    | Alton NH                    |
| Bahnhof (Strecke außer Betrieb) | 45,21                | Alton Bay NH                | Alton Bay NH                |
| Strecke (außer Betrieb) |                      | nach Lakeport               | nach Lakeport               |

Die Bahnstrecke Dover–Alton Bay war eine 45,2 Kilometer lange Eisenbahnstrecke in New Hampshire (Vereinigte Staaten). Sie ist seit 1995 vollständig stillgelegt und abgebaut.

## Geschichte
Zur Erschließung des bereits im 19. Jahrhundert touristisch erschlossenen Lake Winnipiseogee und zur Abfuhr von landwirtschaftlichen Gütern aus der Region um den Cocheco River plante man bereits Ende der 1830er Jahre eine Eisenbahnstrecke, die von der in Bau befindlichen Bahnstrecke Wilmington–Agamenticus, der Hauptstrecke der Boston and Maine Railroad, in Dover abzweigen sollte und entlang des Seeufers bis zu einem Punkt an der geplanten Boston, Concord and Montreal Railroad führen sollte. Die Finanzlage für die Strecke war schwierig, sodass erst 1847 die Cocheco Railroad gegründet wurde. Im Sommer 1848 begannen die Bauarbeiten von Dover aus und am 21. September 1849 ging der erste Abschnitt bis Farmington in Betrieb. Im September 1851 wurde die Strecke bis Alton Bay an der Südspitze des Sees verlängert. Hier stockte der Weiterbau, da der Bahngesellschaft das Geld ausgegangen war. Erst vierzig Jahre später baute die Lake Shore Railroad den verbleibenden Abschnitt, der jedoch stets unabhängig, von Lakeport aus, betrieben wurde.
Nach dem Konkurs der Bahngesellschaft übernahm ab 1862 die Dover and Winnipiseogee Railroad die Betriebsführung. Bereits im folgenden Jahr wechselte diese erneut und ging auf die Boston&Maine über, die die Bahngesellschaft gepachtet hatte. Die Strecke lebte hauptsächlich vom touristischen Verkehr zum Lake Winnipiseogee und von einigen wenigen Güteranschlüssen, vor allem in Farmington und Gonic. Nach der rapiden Zunahme des Straßenverkehrs und der Verlagerung dorthin endete am 8. Juli 1935 der Personenverkehr auf der Gesamtstrecke. Der Güterverkehr zwischen Farmington und Alton Bay wurde 1941 eingestellt. Die offizielle Stilllegung erfolgte im darauffolgenden Jahr. Ebenfalls 1942 endete der Güterverkehr zwischen Dover und Gonic, dieser Abschnitt wurde 1943 stillgelegt. In Dover bestand noch ein knapp ein Kilometer langer Güteranschluss, die Strecke von Gonic bis Farmington wurde im Güterverkehr weiterhin regelmäßig befahren.
1983 übernahm die Guilford Transportation die Strecke und legte noch im gleichen Jahr den Abschnitt Rochester–Gonic offiziell still. Dennoch verkehrten hier noch bis 1990 Züge, die Strecke wurde als Industrieanschlussbahn betrieben. Der Güteranschluss in Dover wurde 1984 stillgelegt und abgebaut. Am 10. Oktober 1993 verkaufte die Guilford die Reststrecke von Rochester nach Farmington an die New Hampshire Northcoast, deren Hauptstrecke die einzige Gleisverbindung dieses Abschnittes darstellte. Sie stellte jedoch im Juni 1995 den Verkehr nach Farmington ein und die Strecke wurde abgebaut und in einen Wanderweg umgewandelt.

## Streckenbeschreibung
Die Strecke zweigt im Bahnhof Dover aus der Bahnstrecke Wilmington–Agamenticus ab und führt nach Nordwesten zum Ufer des Cocheco River. Diesem folgt die Strecke bis Rochester. In Rochester berührt die Trasse die der Bahnstrecke Jewett–Intervale Junction, mit der sie einen gemeinsamen Bahnhof besaß. Im Bahnhofsbereich kreuzte außerdem die Nashua and Rochester Railroad. Die Strecke verlässt Rochester zunächst in nördlicher Richtung, um kurz darauf nach Nordwesten abzubiegen. Über Farmington und New Durham erreicht sie den Endpunkt Alton Bay, wo ein gemeinsamer Bahnhof mit der Lake Shore Railroad bestand.